# Кимзебан
Кимзебан (Chiemsee-Bahn, железная дорога озера Кимзе) — лёгкая узкоколейная железная дорога в Баварии (Германия). Функционирует в режиме исторической железной дороги (с историческим подвижным составом). Принадлежит и эксплуатируется фирмой Chiemsee-Schifffahrt.
Кимзебан связывает вокзал Прин-ам-Кимзе с причалом на озере Кимзе, откуда отправляются прогулочные суда пароходства Chiemsee-Schifffahrt. Ширина колеи — 1000 мм, протяжённость линии — 1,91 км.
Железная дорога также известна под неофициальным названием Бокерлбан (Bockerlbahn). В баварском диалекте словом «бокерл» называют небольшие железные дороги (аналог «кукушки»).

## История
В 1886 году на острове Херренкимзе открылся для посещения одноимённый дворец, построенный Людвигом II, что привело к настоящему туристическому буму. Перевозку туристов на остров по озеру осуществляла компания Chiemsee-Schifffahrt. Поскольку расстояние от вокзала до причала составляло около двух километров, компания решила построить лёгкую железную дорогу для перевозки туристов. Строительство железной дороге было заказано фирме Геогра Краусса в Мюнхене. Строительство началось 2 мая 1887 года, торжественное открытие состоялось уже 9 июля 1887 года, фактическая эксплуатация началась 10 июля 1887 года. Дорога использовалась не только для перевозки пассажиров (туристов), но и для перевозки грузов.

## Подвижной состав
Железная дорога имеет два локомотива, паровоз № 1 Laura и тепловоз (мотовоз) № 2 Lisa.
Паровоз № 1 был построен заводом Краусса в Мюнхене в 1887 году и использовался на железной дороге с момента её открытия. Тип — L VII, модель Bn2t, заводской номер 1813. Двухосный танк-паровоз.
Тепловоз № 2 был построен фирмой Klöckner Deutz AG в Кёльне в 1962 году и первоначально использовался на заводе Halberger Hütte в Бребахе (Саар). В 1981 году он был куплен железной дорогой Кимзе, при этом тепловоз внешне был переделан «под паровоз». В 2016 году тепловозу вернули первоначальный вид.